# 斯坎迪亞瓦利鎮區 (明尼蘇達州莫里森縣)
斯坎迪亞瓦利鎮區（英語：Scandia Valley Township）是位於美國明尼蘇達州莫里森縣的一個行政鎮區。

## 歷史
斯坎迪亞瓦利鎮區於1893年設立，因定居者大部份皆來自斯堪的纳维亚而得名。

## 地方資料
斯坎迪亞瓦利鎮區的面積為207.45平方千米，當中陸地面積為179.76平方千米，而水域面積為27.69平方千米。根據2020年美國人口普查的數據，當地共有人口1315人，而人口密度為每平方千米6.34人。